# Issa Pliyev
Issa Alexandrovich Pliyev (também escrito como Pliev; em osseta:  Плиты Алыксандры фырт Иссæ; em russo:  Исса́ Алекса́ндрович Пли́ев, transl. Issá Aleksándrovič Plíev; 25 de novembro [Calend. juliano: 12 de novembro] 1903 — 6 de fevereiro de 1979) foi um comandante militar osseta da União Soviética. Pliyev ascendeu ao posto de principal general de cavalaria do Exército Soviético. Tornou-se General do Exército (1962), duas vezes Herói da União Soviética (16 de abril de 1944 e 8 de setembro de 1945) e Herói da República Popular da Mongólia (1971).
Durante a Segunda Guerra Mundial, Pliyev comandou diversas unidades de cavalaria mecanizada, desde regimentos até corpos de exército. Os historiadores militares David Glantz e Jonathan House descreveram Pliyev como um "grande praticante de operações de cavalaria em terrenos adversos".  No entanto, Pliyev tornou-se conhecido no Ocidente principalmente por seu envolvimento na Crise dos Mísseis de Cuba.

## Vida pregressa e carreira
Issa Pliyev iniciou sua carreira militar no Exército Vermelho em 1922, graduando-se na Escola de Cavalaria de Leningrado em 1926, na Academia Militar Frunze em 1933 e na Academia do Estado-Maior Soviético. Ele ingressou no Partido Comunista em 1926.
Após se formar na Academia Militar Frunze do Exército Vermelho, ele foi nomeado chefe do departamento operacional do quartel-general da 5ª Divisão de Cavalaria de Stavropol, nomeada em homenagem a MF Blinov, no Distrito Militar Ucraniano. Desde junho de 1936, ele foi instrutor na equipe da Escola Militar Conjunta do Exército Revolucionário Popular Mongol em Ulaanbaatar. Desde fevereiro de 1939, ele comandou o 48º Regimento de Cavalaria da 6ª Divisão de Cavalaria do Distrito Militar Especial da Bielorrússia. À frente do regimento, ele participou da campanha do Exército Vermelho na Bielorrússia Ocidental em setembro de 1939 na invasão da Polônia.

## Segunda Guerra Mundial

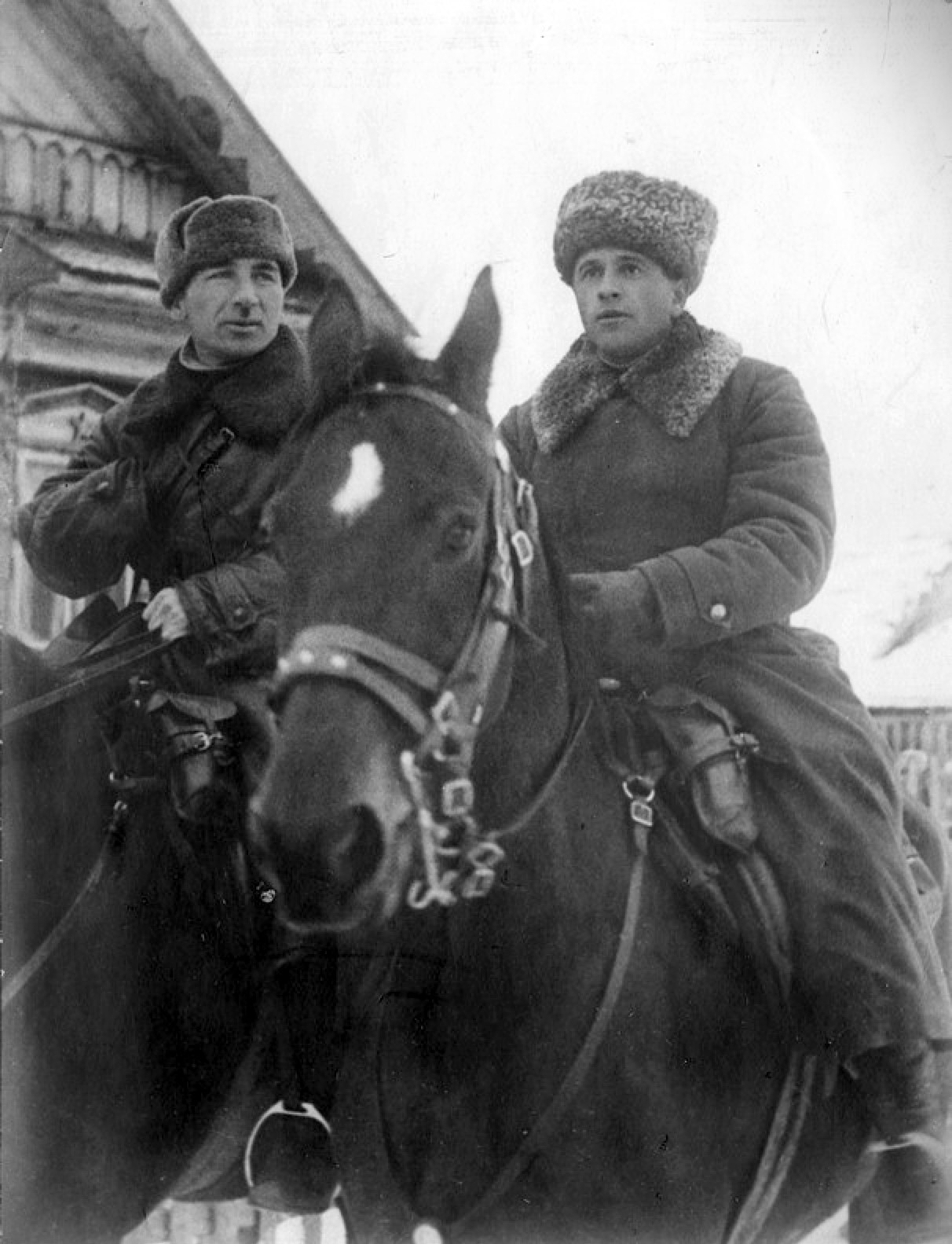
Pliyev (esquerda) e Lev Dovator (direita) no Oblast de Moscou, em novembro de 1941.

No início da invasão da União Soviética, Pliyev comandou a 50ª Divisão de Cavalaria (renomeada 3ª Divisão de Cavalaria da Guarda). Durante os estágios iniciais da Operação Barbarossa, a unidade foi enviada sob o comando do 30º Exército, sendo posteriormente transferida para o 22º Exército. Mais tarde, ele participou de dois ataques na retaguarda do Grupo de Exércitos Centro durante a Batalha de Smolensk, sob o comando de Lev Dovator.
Sua unidade participou da Batalha de Moscou e da Batalha de Stalingrado. Pliyev serviu como segundo em comando sob Lev Dovator, que lutou ao lado de Rokossovsky no crucial 16º Exército, mantendo a linha defensiva central de Moscou. Na União Soviética e na Rússia, os 28 homens de Panfilov se tornaram um símbolo de defesa para propaganda. No entanto, os cavaleiros de Dovator foram em grande parte esquecidos, embora tenham mantido sua linha ao lado dos homens de Panfilov.
Com Dovator morto em combate e Pavel Belov promovido a comandante do exército, Pliev foi capaz de aplicar operações de batalha profunda melhor do que qualquer outro general, o que eventualmente o tornaria o único membro da cavalaria soviética a receber duas vezes o título de Herói da União Soviética. Sua valiosa experiência servindo diretamente sob o comando de Lev Dovator enquanto planejava e lutava com os melhores, especialmente nos estágios iniciais da guerra, o fez se destacar entre os demais. Quando mais tanques foram adicionados ao corpo de cavalaria, Pliyev se tornou o pioneiro nos novos grupos mecanizados de cavalaria, que imediatamente provaram seu valor em batalha, o que o tornou muito respeitado entre seus pares e soldados. Suas forças, juntamente com as de Pavel Belov, foram consideradas as unidades de cavalaria mais bem-sucedidas da Batalha de Moscou.
Durante a Batalha de Stalingrado, os cavaleiros provaram seu valor mais uma vez, já que as forças de Pliyev foram as primeiras a completar o cerco do 6º Exército alemão, prendendo 330.000 homens dentro do bolsão. Issa mais tarde comandaria um grupo de cavalaria mecanizada composto pelo 4º Corpo de Cavalaria da Guarda e pelo 4º Corpo Mecanizado durante a Ofensiva Bereznegovatoye-Snigirevka ao longo da costa do Mar Negro, como parte da 3ª Frente Ucraniana sob o comando do General do Exército Rodion Malinovsky. 
Pliyev se destacou especialmente nas operações ofensivas de Bereznegovato-Snigireva e Odessa, conduzidas uma após a outra em março-abril de 1944. O grupo de cavalaria mecanizada do General Pliev, introduzido no ataque à retaguarda inimiga em março de 1944, garantiu o cerco e a derrota de unidades do 6º Exército Alemão. Em abril, o grupo de cavalaria mecanizada forçou o Rio Bug do Sul, cortou as principais comunicações do inimigo e contribuiu para a captura de vários grandes assentamentos pelas tropas da frente, incluindo a cidade de Odessa.
Por decreto do Presidium do Soviete Supremo da URSS, datado de 16 de abril de 1944, o Tenente-General Issa Alexandrovich Pliev foi agraciado com o título de Herói da União Soviética, com a Ordem de Lenin e a medalha Estrela de Ouro, por seu hábil comando das tropas, juntamente com coragem pessoal e heroísmo.
Durante a Operação Bagration no verão de 1944, parte da 1ª Frente Bielorrussa, o grupo de cavalaria mecanizada de Pliyev atacou em direção a Slutsk.  De acordo com Glantz e House, a unidade obteve grande sucesso na exploração do avanço operacional.  No outono de 1944, ele comandou um grupo de cavalaria mecanizada composto por duas divisões durante a Batalha de Debrecen.  O grupo foi devolvido à 3ª Frente Ucraniana, onde em 3 de outubro de 1944, o General Pliyev foi colocado no comando do 4º e 6º Corpos de Cavalaria da Guarda e do 7º Corpo Mecanizado, unidades criadas com o objetivo de um avanço profundo na retaguarda inimiga na operação Debrecen em território húngaro. O avanço foi bem-sucedido, mas quando o inimigo conseguiu cortar as comunicações do grupo, eles passaram mais de 10 dias lutando na retaguarda do inimigo, desviando de ataques de tanques inimigos e desferindo ataques retaliatórios inesperados. Algumas cidades húngaras ocupadas tiveram que ser abandonadas, mas no final a situação mudou a favor das tropas soviéticas e Debrecen foi tomada.
As operações do 1º Grupo Mecanizado de Cavalaria da Guarda do Tenente-General Pliev demonstraram o poder das operações profundas enquanto lutava por toda a Ucrânia, Europa Oriental e na Alemanha.  Ele terminou a guerra no comando do Grupo de Cavalaria Mecanizada Soviético-Mongol da frente Transbaikal na Manchúria, lutando contra o Exército Kwantung japonês.  Por seu sucesso na derrota do Exército de Kwantung, ele recebeu sua segunda Medalha Estrela de Ouro do Herói da União Soviética.

## Pós-guerra

Pliyev em um selo de 2010 da Abkházia.

Após a guerra, Pliyev continuou sua carreira militar e assumiu o comando do Distrito Militar de Stavropol em fevereiro de 1946. Em junho, ele se tornou comandante do 9º Exército Mecanizado, estacionado na Romênia com o Grupo de Forças do Sul, e comandou o 13º Exército entre fevereiro de 1947 e 1949, no oeste da Ucrânia. Pliyev se formou em cursos acadêmicos superiores na Academia Militar do Estado-Maior General em 1949 e, em abril, assumiu o comando do 4º Exército no Distrito Militar da Transcaucásia. Em junho de 1955, foi nomeado Primeiro Vice-comandante do Distrito Militar do Cáucaso do Norte, sucedendo no comando do distrito em abril de 1958. 
Em 27 de abril de 1962, Pliyev foi promovido a General do Exército. Em junho, suas tropas participaram da repressão aos motins de Novocherkassk. Durante a Crise dos Mísseis de Cuba, ele foi o comandante de um Grupo de forças soviéticas como parte da Operação Anadyr em Cuba, de julho de 1962 a maio de 1963.  Após retornar de Cuba, ele assumiu novamente o comando do Distrito Militar do Cáucaso do Norte. 
Em junho de 1968, Pliyev tornou-se conselheiro do Grupo de Inspetores Gerais do Ministério da Defesa da URSS, um cargo para oficiais superiores idosos.  Ele viveu em Rostov-on-Don e morreu em 6 de fevereiro de 1979 em Moscou. Pliyev foi enterrado na Calçada da Fama em Vladikavkaz.

## Condecorações
Pliyev foi condecorado com cinco Ordens de Lenin, três Ordens do Estandarte Vermelho, duas Ordens de Suvorov (1ª Classe), Ordem de Kutuzov (1ª Classe), inúmeras medalhas e nove ordens estrangeiras. Ele foi condecorado duas vezes como Herói da União Soviética. 

## Obras publicadas
- Piev I. A.. Через Гоби и Хинган ( Através do Deserto de Gobi e das Montanhas Khingan), 1965.
- Piev I. A.. Конец Квантунской армии (O Fim do Exército Kwantung), 1969.